# Uvarus taitii
Uvarus taitii är en skalbaggsart som beskrevs av Rocchi 1991. Uvarus taitii ingår i släktet Uvarus och familjen dykare. Inga underarter finns listade i Catalogue of Life.